# Jeżewo (województwo zachodniopomorskie)
Jeżewo – osada w Polsce położona w województwie zachodniopomorskim, w powiecie koszalińskim, w gminie Polanów. Miejscowość wchodzi w skład sołectwa Nowy Żelibórz.
W latach 1975–1998 miejscowość administracyjnie należała do województwa koszalińskiego.
Wskazówka – występuje również wariant nazewniczy Jerzewo.